# Demonax alboantennatus
Demonax alboantennatus là một loài bọ cánh cứng trong họ Cerambycidae.